# 哈扎尔辞典
《哈扎尔辞典》（Dictionary of the Khazars: A Lexicon Novel）是塞尔维亚作家米洛拉德·帕维奇在1984年出版的一部小说，这是他的第一部小说，並自称是“最后一个拜占庭人”。
该小说原版为塞尔维亚语，后被翻译为多种语言，其中包括汉语版。小说采取了百科全书的形式，以字母為次序，对词条进行解释，原創性極高，被譽為“以百科全书的方法构成的小说”的第一本小說，“读者不用从开篇情节开始、高潮、结尾的顺序看小说”，愛看哪個條目就看哪條。

## 歷史
哈扎爾是拜占庭時代的游牧民族，原本屬於突厥的部落，西突厥衰落後，哈扎爾首領伊爾比斯（Irbis）在南俄罗斯草原建立王國。中國與穆斯林、犹太人和拜占庭人的史料中都可找到這個汗國的記載，例如《新唐书·波斯传》載：“波斯居達遏水西……北臨突厥可薩部。”，突厥可萨部即哈扎爾。日後哈扎爾人生活於黑海和里海之间的高加索地带，定都伏尔加河流域。他們信奉萨满教，國王一度皈依犹太教，高級官員都跟隨信奉猶太教，但平民仍多屬穆斯林。此後，有大量的猶太人遷來可薩汗國。965年，可薩汗國遭到羅斯人的王公斯維雅托斯拉夫痛擊，並佔領沙克爾都城，可薩從此一蹶不振，後來這個王國終於消失。阿拉伯历史学家马苏迪在《黄金草原》中对哈扎尔王国有過詳實的记述，哈扎尔當時被称为可薩人，伊斯兰教徒在可萨具有统治地位，他们被称为“艾尔西亞”。
虽然如此，作者在行文时非常谨慎地指出，有另一个名为哈扎尔的国家的可能性，他们的居住地，与真正的哈扎尔人相距遥远，两者常常相混淆。

## 史詩
《哈扎爾辭典》則是記錄哈扎爾王國自1691年以來的歷史，内容纷繁复杂，穿越古代与现代（公元9世纪、17世纪和20世纪），作者通過夢境與盗夢，拼湊出關於“第三天神阿丹·鲁阿尼”的故事。公元9世纪，有來自哈扎尔族的阿捷赫公主及其爱人萨费尔各撰寫一本书，即是後來的陰書與陽書。後來萨费尔被魔鬼殺死，公主失去说话能力，書的下落不明。有數名盗梦人透過夢境中取得這些書的內容片斷。魔鬼又杀死了其中两位盗梦人，让另一盗梦人坐牢。使得《哈扎尔辞典》呈現出零亂紛擾的片斷。本書分成三部分，即基督教的《紅書》、伊斯兰教的《綠書》和犹太教的《黄书》，综合三宗教各自记录的史实，呈現出哈扎爾王國的面貌。
俄罗斯评论家萨维列沃依认为《哈扎尔辞典》使作者得以“跻身于马尔克斯（著有《百年孤独》）、博尔赫斯（著有《小径分岔的花园》）、科塔萨尔（著有《跳房子》）和翁贝托·埃科（著有《玫瑰之名》）这样的当代文学大师的行列”。《哈扎尔辞典》發行又分為阴本與阳本兩種版本，據稱這兩種版本的內容並無太大差異，僅有十七行的文字有所不同。